# Marguerite Harrison
Marguerite Elton Harrison Blake (1879-1967) fue una mujer de la alta sociedad estadounidense que se convirtió en reportera y escritora, espía, cineasta y traductora. Aunque en la actualidad es conocida por su trabajo encubierto, así como por sus extensos escritos, consideraba que sus principales contribuciones fueron fundar la Children's Hospital School cerca de Baltimore siendo una joven esposa, y décadas más tarde ayudar a fundar la Society of Woman Geographers.

## Primeros años y educación
Harrison nació como Marguerite Elton Baker, una de las dos hijas del acaudalado magnate naviero de Maryland Bernard N. Baker y su esposa, la ex Elizabeth Elton Livezey.
Tanto la familia de su madre como la de su padre habían sido socialmente prominentes durante generaciones, además de adineradas para la época. Vivían en una gran casa llamada Ingleside en la comunidad de Catonsville, en el condado de Baltimore (que ella y su hermana vendieron en 1919 tras la muerte de Bernard Baker, y que se incendió décadas después).
Ella y su hermana menor Elisabeth (que más tarde se casaría con un futuro gobernador de Maryland, como se describe más adelante) fueron criadas como princesas de sociedad. Marguerite asistió a la escuela femenina St. Timothy's School (situada entonces cerca de su casa de Catonsville), y más tarde cursaría un semestre en el Radcliffe College. Marguerite adoraba a su padre, que construyó la lucrativa Atlantic Transport Line (que más tarde fusionó con una entidad controlada por el financiero J.P. Morgan), y a menudo le acompañaba en sus viajes a Europa, donde llegó a dominar el francés y el alemán. Sin embargo, Marguerite también desobedeció algunas convenciones de la época, lo que provocó que su madre la enviara de viaje a Italia con carabina después de ese semestre en Radcliffe. Su relación con su sobreprotectora y controladora madre era distante y fría.

## Vida personal
Marguerite sobrevivió a dos maridos, y le sobrevivieron un hijo y nietos. En junio de 1901, a pesar de las vehementes protestas de su madre, Maguerite consiguió casarse con un joven corredor de bolsa, Thomas B. Harrison, que carecía de patrimonio heredado y que moriría de un tumor cerebral en 1915. Su hijo, Thomas B. Harrison II, nació en 1902. En 1907, su hermana Elizabeth se casó con Albert C. Ritchie, que más tarde se convertiría en el 49º gobernador de Maryland.
Aunque no pensaba volver a casarse tras la muerte de Harrison, en 1927 se casó con el ex actor británico Arthur Blake, en un matrimonio que no tuvo descendencia y que terminó con la muerte de éste dos décadas después.

## Carrera

### Children's Hospital School
En 1905, Harrison encabezó una iniciativa para abrir una escuela para niños indigentes convalecientes. Utilizó sus numerosos contactos para conseguir donaciones y ofreció una gran casa de piedra que su padre poseía en Catonsville. La escuela se llamó inicialmente Ingleside Convalescent Home y más tarde se convirtió en Children's Hospital School. Harrison ideó muchos planes para recaudar fondos para la escuela, entre ellos un partido de béisbol benéfico y un circo representado por miembros destacados de la sociedad. En 1911, Harrison fue nombrada miembro de la junta directiva de la Liga Cívica de Mujeres de Baltimore, que abogaba por calles y escuelas más seguras y limpias.

### The Baltimore Sun
En 1915, el marido de Harrison murió de un tumor cerebral, dejándola a ella y a su hijo de 13 años. Aunque no estaba obligada legalmente a devolverles el dinero, Marguerite sintió la obligación moral de hacerlo y convirtió su gran casa en una pensión, además de buscar empleo. A pesar de haber cursado sólo un semestre de estudios universitarios, se valió de la influencia de su cuñado para conseguir un puesto de redactora adjunta de sociedad en The Baltimore Sun por 20 dólares a la semana. Su experiencia en el mundo de la sociedad y su familiaridad con las lenguas extranjeras no sólo le permitieron seguir trabajando, sino también ascender dentro del periódico. En 1917 ya escribía artículos sobre el trabajo de las mujeres en tiempos de guerra.

### Agente de Inteligencia Militar[4]
En 1918, con Estados Unidos todavía implicado en la Primera Guerra Mundial y Europa prácticamente convertida en un gran campo de batalla, Harrison deseaba informar sobre las condiciones en Alemania. Como las mujeres no estaban reconocidas como corresponsales de guerra, se convirtió en espía tras ser presentada al general Marlborough Churchill, jefe de la Subdivisión de Inteligencia Militar del Departamento de Guerra. En su solicitud, Harrison se describió a sí misma como una mujer de 1,75 m de estatura, con un peso de 125 libras, sin defectos físicos y sin consumo de estimulantes, tabaco o drogas. En respuesta a una pregunta sobre naciones y localidades extranjeras con las que estaba familiarizada, contestó:
Las Islas Británicas, Francia, Holanda, Alemania, Italia, Austria, Suiza, Norte de Italia, Roma, Nápoles, Tirol. Domino perfectamente el francés y el alemán, hablo con fluidez y buen acento el italiano y hablo un poco de español. Sin ningún problema podría pasar por francesa y después de un poco de práctica, por germano-suiza... He estado en Europa catorce veces... He viajado mucho en barcos de vapor y estoy familiarizada en general con los barcos de la marina mercante.
El armisticio del 11 de noviembre de 1918 se declaró antes de que ella fuera contratada oficialmente, pero Harrison fue enviada a Europa con un nuevo encargo de informar sobre asuntos políticos y económicos en la próxima conferencia de paz. Sólo su familia inmediata y su director en The Baltimore Sun sabían por qué viajó a Alemania en diciembre de 1918.
Posteriormente, Harrison espió para Estados Unidos en la Unión Soviética y Japón. Llegó a la Unión Soviética en 1920 como corresponsal de Associated Press, evaluó los puntos fuertes y débiles de la economía bolchevique y ayudó a los presos políticos estadounidenses. Estuvo detenida en la tristemente célebre prisión rusa de Lubyanka durante diez meses, donde contrajo tuberculosis. Gracias a la presión ejercida por sus influyentes contactos, como el senador de Maryland Joseph I. France, fue finalmente puesta en libertad a cambio de alimentos y otras ayudas a la Unión Soviética. Fue detenida de nuevo en 1923 en China y trasladada a Moscú, pero fue puesta en libertad antes de su juicio tras ser reconocida por un cooperante estadounidense.
Estas experiencias, y las de sus compañeras de prisión, se relatan en dos libros de Harrison: Marooned in Moscow: the Story of an American Woman Imprisoned in Russia (Abandonada en Moscú: la historia de una estadounidense encarcelada en Rusia) (1921) y Unfinished Tales from a Russian Prison (Cuentos inconclusos de una prisión rusa) (1923). Expresó su opinión sobre la Unión Soviética y China como fuerzas mundiales en su libro Oso rojo o dragón amarillo (1924). Estos libros, junto con su volumen Asia Reborn (1928), constituyen sus principales publicaciones sobre Asia.
Harrison fue un miembro importante y patrocinador del equipo de producción responsable de la clásica película etnográfica Grass (1925). Harrison había conocido al productor Merian C. Cooper en un baile en Varsovia durante los primeros días del conflicto ruso-polaco y le proporcionó comida, libros y mantas cuando fue hecho prisionero por los rusos en 1920 y enviado a trabajar a un campo de prisioneros. Grass describe la migración anual de los bakhtiari, una tribu iraní que arreaba su ganado a través de puertos de montaña nevados en condiciones de gran dureza para llegar a los pastizales estivales de gran altitud y luego regresar a zonas más bajas para pasar el invierno. Harrison aparece como ella misma en su papel de reportera en la película. Ernest B. Schoedsack, coproductor de Cooper, opinó años después que Harrison no había hecho «absolutamente nada» durante la expedición.
Como las mujeres estaban excluidas de la mayoría de las organizaciones profesionales, como el Club de Exploradores, Harrison participó en la fundación de la Sociedad de Mujeres Geógrafas en 1925. Harrison también fundó la Escuela del Hospital Infantil de Baltimore.

## Vida posterior
A pesar de su insatisfacción con algunas de las ediciones de Grass realizadas por su coproductor, y de su determinación de no volver a casarse. Harrison conoció y se casó con el ex actor Arthur Blake en 1926 y viajó mucho con él, trasladándose finalmente a Los Ángeles. En 1942, ofreció sus servicios al FBI para la guerra, pero la agencia se negó.
Marguerite también sobreviviría décadas a su segundo marido. Tras la muerte de éste, regresó a Baltimore en 1947 para vivir con su hijo y la segunda esposa de éste, y continuó escribiendo y dando conferencias.

## Muerte y legado
Marguerite Baker Harrison Blake falleció el 16 de julio de 1967 en Baltimore a la edad de 88 años. Sus cenizas fueron esparcidas en el mar por deseo suyo.
Los derechos de Grass se donaron a un museo y se reestrenó en los cines en la década de 1990. En 1997 fue admitida en el Registro Nacional de Películas de la Biblioteca del Congreso.

## Obras
- Abandonada en Moscú: la historia de una estadounidense encarcelada en Rusia (1921)
- Cuentos inconclusos de una prisión rusa (1923). (relatos cortos)
- Oso rojo o dragón amarillo (1924)
- El renacimiento de Asia (1928)
- Siempre hay un mañana: la historia de una vida accidentada (1935)